# Filomina Chioma Steady
Filomina Chioma Steady también conocida como Filomina Clarice Steady o Filomina Steady es una antropóloga social, escritora y académica de Sierra Leona residente en Estados Unidos especializada en la interseccionalidad del racismo y el sexismo. Es especialmente conocida por el libro The Black Woman Cross-Culturally  (1981) y el desarrollo a principios de la década de los 80 del enfoque teórico del feminismo africano.

## Biografía
Steady nació en Sierra Leona,  estudió en Inglaterra y actualmente vive en los Estados Unidos.
Tiene una licenciatura de Smith College, una maestría de la  Universidad de Boston y un doctorado de la Universidad de Oxford.
Steady trabajó como profesora y directora de Estudios de la mujer en la Universidad Estatal de California, Sacramento. En 1992 inició su trabajo como asesora principal en Naciones Unidas en cuestiones referidas a mujer, género y desarrollo. Más tarde trabajó durante 20 años en Wellesley College, donde ahora ostenta el título de Profesora Emérita de Estudios Africanos.
Steady se destaca por su trabajo que demuestra las conexiones entre el racismo y el sexismo,  y por defender el "feminismo humanista" que incluye los derechos y las necesidades de los niñas y las mujeres.

## Pensamiento
Chioma Filomena Steady busca revertir las ideologías occidentales inherentes tanto en Feminismo como en Womanism. Ofrece su teoría del feminismo africano proyectar las peculiaridades de la mujer africana. Según ella:
"Independientemente de la posición de cada cual, las implicaciones del movimiento feminista para las mujeres negras son complejas… Varios factores distinguen a las mujeres negras como si tuvieran un orden diferente de prioridades. Están oprimidas no simplemente por su sexo sino ostensiblemente por su raza y, para la mayoría, esencialmente por su clase. Las mujeres pertenecen a diferentes grupos socioeconómicos y no representan una categoría universal. Porque la mayoría de las mujeres negras son pobres, es probable que haya cierta alienación del aspecto de clase media del movimiento de mujeres que percibe el feminismo como un ataque a los hombres en lugar de un sistema que se nutre de la desigualdad (23-24)."

## Publicaciones
- Female Power in African Politics: The National Congress of Sierra Leone. Munger Africana Library Monograph, Pasadena: California Institute of Technology. 1975
- An investigative framework for gender research in Africa in the new millennium. In African gender studies a reader Archivado el 19 de marzo de 2022 en Wayback Machine.. 2005, New York: Palgrave[6]
- The Black Woman Cross-Culturally, Cambridge, Massachusetts, 1981, Schenkman Publishers, ISBN 978-0870733468[7] última edición en 2011
- Activities of the United Nations System on Women in Environment and Development, editor, UNCED Research Paper no. 41. Geneva, 1992.
- National Reports: Selected Case Studies on the Role of Women in Sustainable Development, editor, UNCED Research Paper no. 54. Geneva, 1992
- "Women, Shelter and the Environment" (1993) Environmental Values 2, no. 2, (1993): 163–76. doi:10.3197/096327193776679927.
- Women and the United Nations: Reflections and New Horizons (co-editor). Rochester, VT: Schenkman Books, 1995
- Black Women, Globalization and Economic Justice Development, Democratization and Empowerment, (ed.), Rochester, VT: Schenkman Books. 2002
- Women and Collective Action in Africa, 2005, Palgrave Macmillan, ISBN 978-1403970831[8]
- Women and the Amistad Connection: Sierra Leone Krio Society, 2001, Schenkman Publishers, ISBN 978-0870471209[2]
- Women and Leadership in West Africa: Mothering the Nation and Humanizing the State, 2011, Palgrave Macmillan ISBN 978-0230338128[2]